# 立陶宛政黨列表
立陶宛政党列表列举的是立陶宛的主要政党。
立陶宛共和国采用的是多党制，故国内有诸多政党；通常没有一个政党能够有机会单独获得执政权，因此需要相互合作才能组建联合政府。
截至2021年4月13日，在司法部登记在册的政党有26个；其中党员人数超过5,000人的政党有立陶宛社会民主党、祖国联盟－立陶宛基督教民主党、劳动党和立陶宛共和国自由运动等4个。

## 现存政党

### 议会政党
目前立陶宛议会内共有10个政党拥有自己的议员代表。现任联合政府是由祖国联盟－立陶宛基督教民主党、立陶宛共和国自由运动和自由党组成的执政联盟。
| 政党名称 | 政党名称                             | 党魁姓名                  | 意识形态                                                                            | 立陶宛议会 议员数 | 欧洲议会 议员数 |
| -------- | ------------------------------------ | ------------------------- | ----------------------------------------------------------------------------------- | ----------------- | --------------- |
|          | 祖国联盟－立陶宛基督教民主党         | 加布里埃乌斯·兰茨贝尔吉斯 | 保守主义 基督教民主主义 自由保守主义 民族保守主义 立陶宛族民族主义 亲欧洲主义       | 50 / 141          | 3 / 11          |
|          | 立陶宛共和国自由运动                 | 维多利亚·希米利特         | 自由主义 古典自由主义 保守自由主义 亲欧洲主义                                       | 13 / 141          | 1 / 11          |
|          | 自由党                               | 奥什丽内·阿尔莫奈特       | 自由主义 进步主义 女性主义 亲欧洲主义                                               | 11 / 141          | 0 / 11          |
|          |                                      |                           |                                                                                     |                   |                 |
|          | 立陶宛农民和绿党联盟                 | 拉姆纳斯·卡包斯基斯       | 中间主义 农业主义 绿色保守主义 亲欧洲主义 技术官僚主义                              | 22 / 141          | 2 / 11          |
|          | 立陶宛社会民主党                     | 维利亚·布林凯维丘婕       | 社会民主主义 民主社会主义 女性主义 进步主义 亲欧洲主义                              | 13 / 141          | 2 / 11          |
|          | 劳动党                               | 维克托尔·乌斯帕斯基茨赫   | 中间主义 保守自由主义 民粹主义                                                      | 10 / 141          | 1 / 11          |
|          | 立陶宛波兰族选举行动－基督教家庭联盟 | 维尔德玛·托马舍夫斯基     | 波兰族少数民族利益 社会保守主义 基督教基要主义 教權主義 软欧洲怀疑主义 亲俄罗斯立场 | 3 / 141           | 1 / 11          |
|          | 立陶宛地区党                         | 格迪米纳斯·基尔基拉斯     | 社会民主主义 第三条道路 家长保守主义 社会市场经济 左翼民族主义 亲欧洲主义 民粹主义  | 3 / 141           | 0 / 11          |
|          | 自由与正义                           | 雷米吉尤斯·热迈泰蒂斯     | 自由主义 保守自由主义                                                               | 1 / 141           | 0 / 11          |
|          | 立陶宛绿党                           | 雷米吉尤斯·拉平斯卡斯     | 中间主义 绿色自由主义 亲欧洲主义                                                    | 1 / 141           | 0 / 11          |

### 其他小党
| - 立陶宛族中心党 - 勇气之路 - 跨世代团结联盟－凝聚立陶宛 - 立陶宛自由斗士同盟 | - 基督教同盟 - 立陶宛民族与共和同盟 - 立陶宛基督教民主党 - 立陶宛人民党 | - 立陶宛俄罗斯族同盟 - 民族联盟 - 青年立陶宛 - 立陶宛－所有人 | - 立陶宛名单 - 工会中心 - 俄罗斯族同盟 - 萨莫吉希亚人党 |

## 已解散或未注册政党
| - 公民民主党 - 立陶宛中间同盟 - 自由与中间联盟 - 基督教保守社会同盟 - 立陶宛民主工党 - 战线党 | - 立陶宛自由同盟 - 基督教民主同盟 - 立陶宛基督教民主主义者 - 立陶宛政治犯与被驱逐者同盟 - 立陶宛雇农党 - 现代基督教民主党 | - 民族复兴党 - 新民主党 - 新同盟 - 立陶宛社会党 - 立陶宛自由同盟（自由主义） - 社会主义人民阵线 |

## 历史政党
- 立陶宛民主党（英语：Lithuanian Democratic Party）
- 立陶宛人民社会民主党（英语：Lithuanian Popular Socialist Democratic Party）
- 立陶宛贫雇农同盟（Lithuanian Peasants' Union）
- 立陶宛基督教民主党（英语：Lithuanian Christian Democratic Party）
- 民主民族自由阵线（英语：Farmers' Party (Lithuania)）
- 农民党（英语：Farmers' Party (Lithuania)）
- 立陶宛共产党